# Saint-Julien-des-Landes
Saint-Julien-des-Landes é uma comuna francesa na região administrativa da Pays de la Loire, no departamento de Vendéia. Estende-se por uma área de 28,31 km². Em 2010 a comuna tinha 1 855 habitantes (densidade: 65,5 hab./km²).